# St. Leonhard am Forst
St. Leonhard am Forst es una localidad del distrito de Melk, en el estado de Baja Austria, Austria, con una población estimada a principio del año 2018 de 2989 habitantes. 
Se encuentra ubicada al oeste del estado, a poca distancia de la orilla del río Danubio, al oeste de Viena y al este de la frontera con el estado de Alta Austria.